# Sartana, si ton bras gauche te gêne, coupe-le
Pour les articles homonymes, voir Sartana.
Pour plus de détails, voir Fiche technique et Distribution.
Sartana, si ton bras gauche te gêne, coupe-le (Arrivano Django e Sartana... è la fine) est un western spaghetti italien sorti en 1970, réalisé par Demofilo Fidani (sous le pseudo de Jack Spitfire).
Comme c'était commun dans ces années-là, les noms de Sartana et Django sont insérés dans le scénario alors que ce film ne fait pas partie de la série « canonique » des aventures de ces deux personnages. Fidani a réalisé ainsi quatre films « apocryphes » de Sartana et deux de Django.

## Synopsis
Un malfaiteur enlève Jessica pour couvrir sa fuite au Mexique. Django et Sartana le poursuivent.

## Fiche technique
- Titre français : Sartana, si ton bras gauche te gêne, coupe-le
- Titre original italien : Arrivano Django e Sartana... è la fine
- Pays :  Italie
- Année de sortie : 1970
- Durée : 83  min
- Genre : Western spaghetti
- Réalisation : Demofilo Fidani
- Scénario : Demofilo Fidani, Mila Vitelli Valenza
- Production : Demofilo Fidani pour Tarquinia Film
- Distribution en Italie : Indipendenti Regionali
- Photographie : Aristide Massaccesi
- Montage : Piera Bruni
- Effets spéciaux : Rolando Morelli
- Musique : Coriolano Gori
- Décors : Mila Vitelli Valenza
- Costumes : Mila Vitelli Valenza
- Maquillage : Corrado Blengini

## Distribution
- Jack Betts (sous le pseudo de Hunt Powers) : Django
- Franco Borelli (sous le pseudo de Chet Davis) : Sartana
- Simonetta Vitelli (sous le pseudo de Simone Blondell) : Jessica Cobb
- Gordon Mitchell : Burt Keller
- Ettore Manni : shérif
- Benito Pacifico (sous le pseudo de Dennis Colt) : Stinky
- Krista Nell : Cleo
- Celso Faria : Ramirez
- Attilio Dottesio (sous le pseudo de Dean Reese): mineur mexicain
- Paolo Rosani : Silky
- Amerigo Leoni (sous le pseudo de Custer Gail) : adjoint du shérif
- Mariella Palmich : Lilly
- Mario Capuccio
- Giglio Gigli
- Manlio Salvatori : Cobb, père de Jessica
- Mario Dardanelli : bandit avec Keller
- Roberto Chiappa
- Fulvio Pellegrino : tavernier
- Isabella Spataro
- Franco Corso